# Hucín
Hucín – wieś (obec) na Słowacji położona w kraju bańskobystrzyckim, w powiecie Revúca. Pierwsze wzmianki o miejscowości pochodzą z roku 1327.
Według danych z dnia 31 grudnia 2012, wieś zamieszkiwało 886 osób, w tym 440 kobiet i 446 mężczyzn.
W 2001 roku rozkład populacji względem narodowości i przynależności etnicznej wyglądał następująco:
- Słowacy – 19,08%
- Czesi – 0,13%
- Romowie – 50,06%
- Węgrzy – 26,5%

Ze względu na wyznawaną religię struktura mieszkańców kształtowała się w 2001 roku następująco:
- Katolicy rzymscy – 18,95%
- Grekokatolicy – 0,38%
- Ewangelicy – 4,87%
- Ateiści – 40,08%
- Nie podano – 6,15%